# Labyrinthite
 Mise en garde médicale
La labyrinthite est une affection d'équilibre due à une infection ou inflammation de l'oreille interne. Il y a en ce cas incohérence entre les signaux du labyrinthe et les autres signaux, ce qui donne du vertige. La labyrinthite peut affecter une oreille ou les deux.
Outre les problèmes d'équilibre, le patient peut aussi subir une perte d'ouïe et un acouphène. La labyrinthite est vraisemblablement d'origine virale (comme la grippe ou un rhume) peut également résulter d'une infection bactérienne, de blessures de tête, d'une allergie ou encore en réaction à un médicament. La labyrinthite, qu'elle soit d'origine virale ou bactérienne, peut entraîner dans de rares cas une perte permanente d'ouïe. 